# Vojislav Šešelj
Vojislav Šešelj (em sérvio:  Војислав Шешељ; Sarajevo, 11 de outubro de 1954) é um político sérvio e criminoso de guerra condenado. Ele é o fundador e presidente do Partido Radical Sérvio (SRS) de extrema-direita. Entre 1998 e 2000, foi vice-primeiro-ministro da Sérvia.
Ele rendeu-se ao TPIJ em fevereiro de 2003, mas o seu julgamento só começou em novembro de 2007.  O julgamento de Šešelj foi marcado por controvérsias: ele fez greve de fome por quase um mês até finalmente ser autorizado a se representar, insultou regularmente os juízes e promotores do tribunal assim que os procedimentos começaram, revelou as identidades de testemunhas protegidas e foi penalizado em três ocasiões por desrespeitar o tribunal. Ele não chamou nenhuma testemunha em sua defesa.
Depois de passar 11 anos e 9 meses detido na Unidade de Detenção das Nações Unidas de Scheveningen durante o seu julgamento, Šešelj foi autorizado a regressar temporariamente à Sérvia em Novembro de 2014 para se submeter a um tratamento contra o cancro.  Ele liderou o SRS nas eleições de 2016, e seu partido conquistou 23 cadeiras no parlamento.
Em 31 de março de 2016, foi absolvido por um veredicto de primeira instância de todas as acusações pelo TPIJ.  A absolvição foi apelada por promotores do MICT, uma agência do Conselho de Segurança das Nações Unidas que funciona como programa de supervisão e entidade sucessora do TPIJ. Em 11 de abril de 2018, a Câmara de Apelações reverteu parcialmente o veredicto de primeira instância, considerando Šešelj culpado de crimes contra a humanidade por seu papel em instigar a deportação de croatas de Hrtkovci. Ele foi considerado inocente das demais acusações, incluindo todos os crimes de guerra e crimes contra a humanidade que ele teria cometido na Croácia e na Bósnia. Šešelj foi condenado a 10 anos de prisão, mas devido ao tempo que já passou sob custódia do TPIJ, ele não foi obrigado a retornar à prisão. Em agosto de 2018, Šešelj recorreu da condenação à Câmara de Apelações do MICT, mas o pedido foi negado porque não houve nenhuma evidência de erro no julgamento ou no processo.

## Biografia
Vojislav Šešelj nasceu em Sarajevo, República Socialista da Bósnia e Herzegovina, República Socialista Federativa da Iugoslávia, filho de Nikola Šešelj (1925–1978) e Danica Šešelj (nascida Misita; 1924–2007), sérvios da região do Vale do Popovo no leste da Herzegovina. Seus pais se casaram em 1953 antes de se mudarem para Sarajevo, onde viveram com recursos modestos em moradias adaptadas na antiga estação de trem de Sarajevo, já que seu pai trabalhava na empresa ferroviária estatal ŽTP. Sua mãe ficou em casa e cuidou de seus dois filhos, Vojislav e sua irmã mais nova, Dragica.  Um parente do lado materno era o comandante Chetnik, o tenente-coronel Veselin Misita. 

## Educação
Šešelj iniciou sua educação primária em setembro de 1961 na Escola Primária Vladimir Nazor antes de ser transferido para a recém-construída escola primária Bratstvo i Jedinstvo. Aluno bem-sucedido até a quarta série, ele foi perdendo o interesse pelo currículo e percebeu que precisava de pouco esforço para obter notas adequadas. História era sua matéria favorita e ele geralmente preferia ciências sociais às naturais. 
Para cursar o ensino médio, Šešelj matriculou-se no Primeiro Ginásio de Sarajevo, onde obteve boas notas. Ele esteve envolvido com organizações estudantis na escola como presidente do sindicato estudantil do ginásio e, mais tarde, como presidente do comitê de jovens. 
Šešelj continuou participando de ações de trabalho juvenil durante as férias de verão enquanto estava no ginásio. Em 1972 e 1973, trabalhou como operário na região do rio Morava, construindo diques. 

### Graduação
Após concluir o ensino médio, Šešelj matriculou-se na faculdade de direito da Universidade de Sarajevo no outono de 1973. Ele também participou de entidades estudantis, tornando-se vice-reitor na organização estudantil por quinze meses. A controvérsia o seguiu novamente quando ele criticou abertamente Fuad Muhić, um candidato a reitor, proclamando publicamente Muhić inapto para desempenhar as funções daquele cargo.  Muhić ainda foi eleito para o cargo. Depois de ser tutor de calouros, Šešelj se tornou um demonstrador de cursos, ministrando dois conjuntos de tutoriais por semana, ajudando os professores com os exames orais dos alunos, bem como com os trabalhos de conferências. Em 1975, como parte de uma delegação universitária, Šešelj, então com 21 anos, visitou a Universidade de Mannheim, na Alemanha Ocidental, durante duas semanas, o que foi a sua primeira viagem ao estrangeiro.  Ele completou seus estudos de graduação de quatro anos em dois anos e oito meses. 

### Pós-graduação
Imediatamente após se formar em 1976, Šešelj queria um emprego como professor assistente na faculdade de direito da Universidade de Sarajevo; no entanto, nenhuma posição de assistente foi publicada na faculdade para o ano letivo seguinte, deixando-o sem nada para se candidatar. Šešelj viu a situação incomum como uma vingança pessoal de Muhić pelas críticas públicas de Šešelj. 
Percebendo que tinha chances mínimas de ser contratado pela faculdade de direito em Sarajevo, Šešelj voltou sua atenção para outras faculdades. Enquanto preparava sua inscrição para a faculdade de direito em Mostar (na época uma unidade remota da faculdade de direito de Sarajevo estava se transformando em uma entidade educacional independente e separada), onde precisavam de assistentes para cursos de direito constitucional, ele soube de uma vaga de assistente na faculdade de ciência política da Universidade de Sarajevo para um curso chamado "Partidos e organizações políticas" e decidiu se inscrever lá. Ele tinha amigos, como Zdravko Grebo, Rodoljub Marjanović e Milan Tomić, que já trabalhavam na faculdade como assistentes, enquanto a mãe de Grebo era a reitora da faculdade. 
Após saber que o curso "Partidos e Organizações Políticas" era ministrado pelo professor Atif Purivatra, amigo e companheiro político de Muhić, Šešelj retirou sua inscrição, temendo uma rejeição que pudesse refletir negativamente em futuros esforços vocacionais. Através da mãe de Grebo, Šešelj soube que a faculdade estava prestes a criar o Departamento de Defesa Popular, onde muitos assistentes seriam necessários. 
Durante esse período, Šešelj também iniciou seus estudos de pós-graduação, matriculando-se em novembro de 1976 na faculdade de direito da Universidade de Belgrado. Devido a obrigações trabalhistas em Sarajevo, ele não se mudou para Belgrado, mas viajava para lá duas vezes por mês para assistir a palestras e obter literatura. Obteve o título de mestre em junho de 1977 com uma tese intitulada O conceito marxista de um povo armado . 
Em 1978, passou dois meses e meio no Grand Valley State Colleges, nos Estados Unidos, em seu programa de intercâmbio com a Universidade de Sarajevo. 
Também em 1978, após retornar dos EUA, Šešelj começou a cursar doutorado na faculdade de direito da Universidade de Belgrado. Após apresentar sua dissertação no início do outono de 1979, ele escolheu a especialização na Universidade de Greifswald, na Alemanha Oriental.  Obteve seu doutorado em 26 de novembro de 1979, após defender com sucesso sua dissertação intitulada A Essência Política do Militarismo e do Fascismo, o que o tornou o mais jovem doutorando na Iugoslávia, aos 25 anos de idade. 
Em dezembro de 1979, Šešelj se juntou ao Exército Popular Iugoslavo para cumprir o serviço militar obrigatório e foi destacado para Belgrado. Ele completou seu serviço militar em novembro de 1980, mas, nesse meio tempo, perdeu seu cargo na faculdade de ciências políticas da Universidade de Sarajevo. 

## Carreira acadêmica

### Carreira acadêmica
No início da década de 1980, Šešelj começou a se associar mais com indivíduos de círculos intelectuais dissidentes em Belgrado, alguns dos quais tinham tendências políticas nacionalistas sérvias. Ele repetidamente responsabilizou os professores muçulmanos da faculdade de ciências políticas por sua situação, criticando abertamente seu antigo amigo Atif Purivatra, bem como Hasan Sušić e Omer Ibrahimagić, por terem prejudicado sua carreira e denunciando-os como pan-islâmicos. 
Em setembro de 1981, Šešelj retornou à faculdade de ciências políticas, onde foi convidado a lecionar cursos sobre relações internacionais. A faculdade de ciências políticas, como um ambiente propício para futuros políticos, era controlada e supervisionada de perto pelo Partido Comunista, e o franco Šešelj rapidamente atraiu a atenção de autoridades do partido. Ele apoiou abertamente outro intelectual proeminente, Nenad Kecmanović, que se envolveu em uma controvérsia que atraiu críticas de alguns setores da nomenklatura comunista na Bósnia devido aos seus escritos na revista NIN. 
Ainda assim, a maior controvérsia surgiu quando Šešelj enfrentou seu colega de faculdade Brano Miljuš. Protegido de Hamdija Pozderac e Branko Mikulić (as figuras políticas mais importantes e poderosas da Bósnia e Herzegovina na época), Miljuš estava bem posicionado dentro do aparato comunista como secretário da filial de Sarajevo da Liga Comunista da Bósnia e Herzegovina. Šešelj dissecou a tese de mestrado de Miljuš e o acusou de plagiar mais de 40 páginas das obras publicadas por Marx e Edvard Kardelj.  
Šešelj criticou os mais altos escalões políticos, particularmente Pozderac, que foi o revisor da tese de mestrado de Miljuš. Uma luta pelo poder extrapolou a faculdade e atingiu as instituições políticas e os corredores do poder. Outros membros do corpo docente e intelectuais que ofereceram o seu apoio a Šešelj incluíram Boro Gojković, Džemal Sokolović, Hidajet Repovac, Momir Zeković e Ina Ovadija-Musafija.  O lado de Pozderac era mais forte; Šešelj foi expulso da Liga Comunista em 4 de dezembro de 1981. 
Na primavera de 1982, apenas seis meses após ser recontratado, sua posição na faculdade de ciências políticas estava em risco. Ele acabou sendo rebaixado para o Instituto de Pesquisa Social (Institut za društvena istraživanja), uma instituição afiliada à faculdade. Intelectuais de Belgrado, principalmente escritores e pesquisadores em ciências sociais, saíram em sua defesa escrevendo cartas de protesto ao governo da República Socialista da Bósnia e Herzegovina, ao Comitê Central da Liga dos Comunistas da Bósnia e Herzegovina e à Faculdade de Ciência Política em Sarajevo.
Ele criticou a maneira como a questão nacional era tratada na Iugoslávia: ele se manifestou a favor do uso da força contra os albaneses do Kosovo e denunciou a passividade da liderança política sérvia no tratamento da crise do Kosovo. Na sua opinião, os muçulmanos da Bósnia e Herzegovina não eram uma nação, mas um grupo religioso. Ele expressou sua preocupação de ver a Bósnia e Herzegovina se transformar em uma república dominada por muçulmanos. 
Ele começou a ser espionado por agentes do UDBA. A primeira prisão de Šešelj ocorreu em 8 de fevereiro de 1984, no segundo dia das Olimpíadas de Sarajevo. Ele estava em um trem de Sarajevo com destino a Belgrado quando a polícia secreta invadiu o trem perto da estação de Podlugovi e apreendeu alguns de seus escritos que ele tinha na mala. Entre os agentes que trataram da sua detenção nesse dia estava Dragan Kijac (mais tarde chefe da segurança do Estado da República Sérvia). 
Em Doboj, Šešelj foi retirado do trem, transferido para um Mercedes da polícia e transportado para Belgrado, onde foi interrogado por 27 horas antes de ser liberado e informado de que seria contatado novamente. Após retornar a Sarajevo, a UDBA o deteve mais duas vezes para interrogatórios, que foram conduzidos por Rašid Musić e Milan Krnjajić. Segundo Šešelj, eles tinham as transcrições de várias conversas que ele teve com alguns de seus amigos mais próximos, nas quais ele e seus amigos criticavam abertamente assuntos que iam desde figuras políticas específicas até o regime comunista em geral, e estavam tentando fazê-lo implicá-los como base para "um julgamento em grupo para fins de equilíbrio étnico, [...] um grupo sérvio a ser perseguido, já que eles acabaram de condenar o muçulmano de Izetbegović." 
Em 20 de abril de 1984, ele foi preso em um apartamento particular em Belgrado, entre um grupo de 28 indivíduos, durante uma palestra proferida por Milovan Đilas na Universidade Livre, uma organização semiclandestina que reunia intelectuais críticos ao regime comunista. Šešelj passou quatro dias na prisão antes de ser libertado. 

### Prisão
No entanto, Šešelj ficou livre por apenas três semanas. Em meados de maio de 1984, Stane Dolanc, o representante esloveno na presidência iugoslava e antigo chefe da segurança do Estado, deu uma entrevista à TV Belgrado sobre o manuscrito não publicado de Šešelj, Odgovori na anketu-intervju: Šta da se radi? em que Šešelj apela à "reorganização do federalismo iugoslavo, da RSF Iugoslávia com apenas quatro repúblicas constituintes (Sérvia, Macedónia, Croácia e Eslovénia), à abolição do sistema de partido único e à abolição das nacionalidades artificiais". 
Dois dias depois, em 15 de maio de 1984, Šešelj foi preso novamente em Sarajevo. Vários dias depois de ser preso na Prisão Central de Sarajevo, ele iniciou uma greve de fome, o que atraiu a atenção da imprensa estrangeira. Na prisão, ele passava o tempo lendo, sem se esforçar muito para preparar sua defesa no julgamento iminente. Algumas semanas depois, sua então esposa Vesna Mudreša deu à luz seu primeiro filho, um menino chamado Nikola, em homenagem ao pai de Šešelj. No entanto, Šešelj se recusou a encerrar a greve de fome, mesmo depois de ouvir isso. Fraco, frágil e com a saúde geral em rápida deterioração, ele finalmente cedeu no último dia do julgamento, encerrando a greve após 48 dias. 
Vários dias depois, em 9 de julho de 1984, ele recebeu uma sentença de oito anos. O veredito proferido pelo juiz presidente Milorad Potparić concluiu que Šešelj "agiu a partir da plataforma anarcoliberal e nacionalista, cometendo assim o ato criminoso de ameaça contrarrevolucionária à ordem social". A evidência mais incriminadora citada pelo tribunal foi o manuscrito não publicado que a polícia secreta encontrou na casa de Šešelj. Em recurso, o Supremo Tribunal da República Socialista Federativa da Iugoslávia reduziu a pena para seis anos, depois para quatro e, finalmente, para dois. 
Šešelj cumpriu os primeiros oito meses de sua sentença em Sarajevo antes de ser transferido para a prisão em Zenica em janeiro de 1985, onde foi colocado em quarentena e isolado de outros detentos por três semanas enquanto exames médicos e observação psicológica geral eram realizados para elaborar um plano e programa de reabilitação durante sua estadia na prisão. Desde o início, ele informou os funcionários da prisão sobre sua recusa em realizar qualquer trabalho, argumentando que "uma vez que os comunistas presos não tinham que realizar trabalho prisional na Iugoslávia capitalista anterior à Segunda Guerra Mundial, eu também, como alguém que defende a ideologia anticomunista, me recuso a realizar trabalho em uma prisão comunista". 
Sua conduta lhe rendeu várias estadias em confinamento solitário, que inicialmente duraram duas semanas, mas depois foram estendidas para um mês inteiro. Durante sua primeira estadia em confinamento solitário, ele fez outra greve de fome. Uma semana após o início da greve, ele foi espancado pelos guardas na tentativa de forçá-lo a parar, mas ele não o fez e ficou 16 dias sem comer. No total, dos seus catorze meses em Zenica, seis e meio foram passados em confinamento solitário.  Ele foi libertado em março de 1986, dois meses antes do previsto, devido à pressão contínua, aos protestos e às petições de intelectuais de toda a Iugoslávia e do exterior, muitos dos quais mais tarde se tornariam seus oponentes políticos. Após ser libertado da prisão, Šešelj mudou-se definitivamente para Belgrado. Segundo John Mueller, Šešelj “mais tarde parece ter ficado mentalmente desequilibrado como resultado da tortura e das surras que sofreu na prisão”. 

## Carreira política

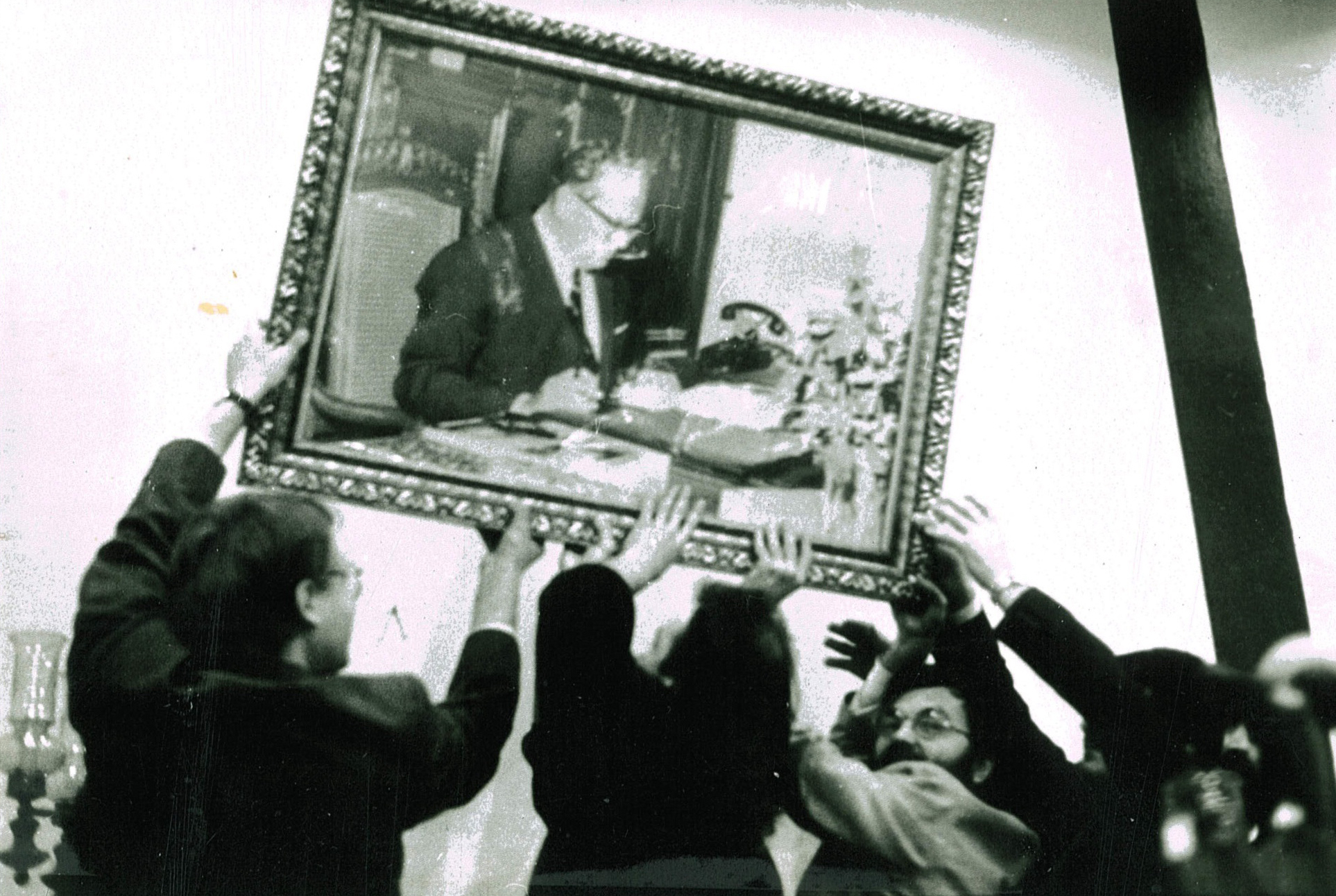
Šešelj com Vuk Drašković do Movimento de Renovação Sérvio e Milan Mladenović do Partido Radical do Povo em 1990, removendo a foto de Josip Broz Tito do Centro de engenheiros e eletricistas de Belgrado.

As fronteiras da "Grande Sérvia" definidas pela linha Virovitica – Karlovac – Karlobag conforme propagada por Šešelj em 1992.

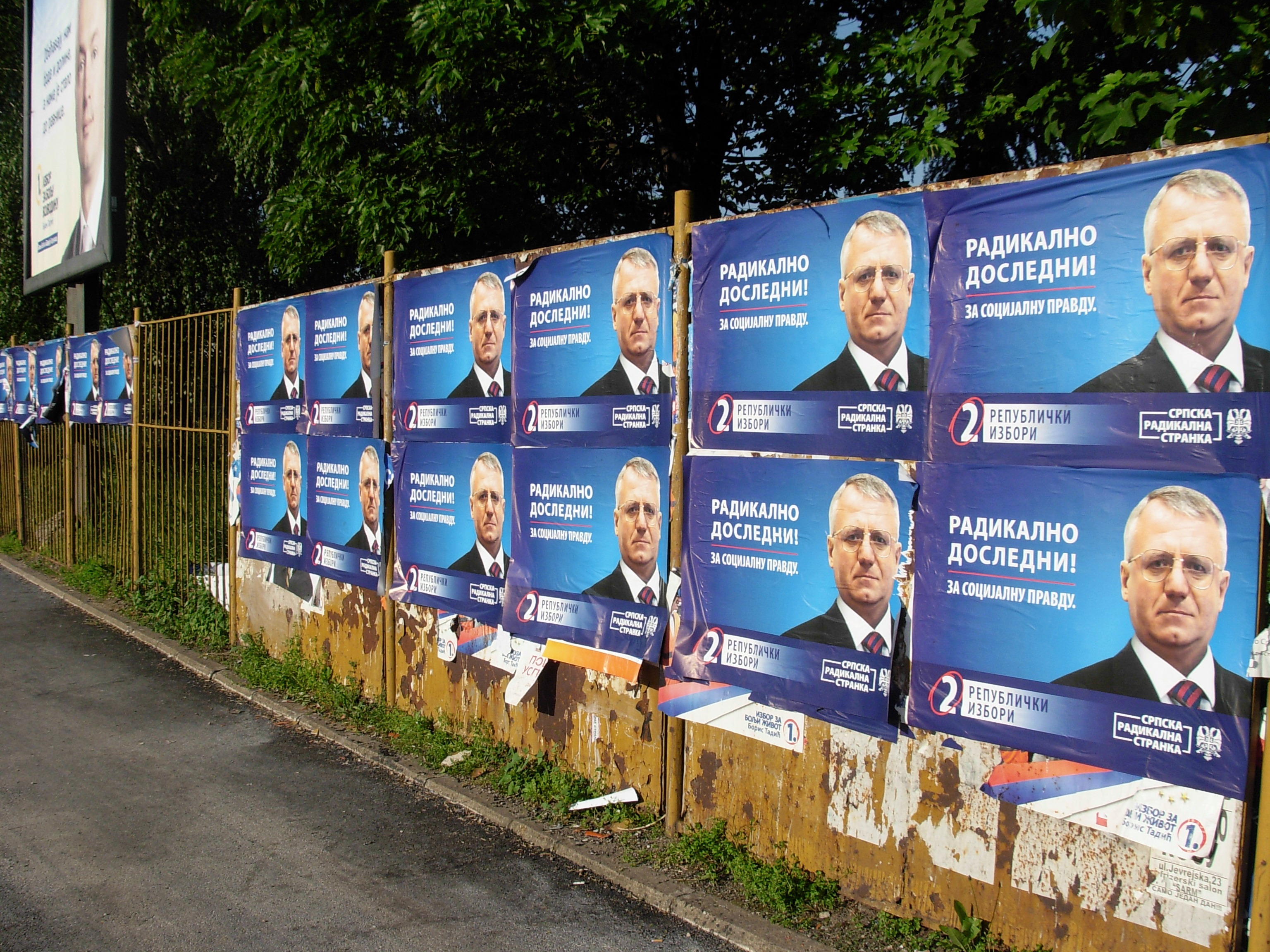
Vojislav Šešelj, presidente do Partido Radical Sérvio, é um dos mais ferrenhos defensores da Grande Sérvia.

Em 1989, Šešelj retornou aos Estados Unidos, onde Momčilo Đujić, um líder Chetnik da Segunda Guerra Mundial que vivia lá no exílio, concedeu a Šešelj o título de Chetnik vojvoda (Vojvoda dos Chetniks), o primeiro desde a Segunda Guerra Mundial, para criar um "estado sérvio unitário onde todos os sérvios viveriam, ocupando todas as terras sérvias".  Em 1998, Đujić disse que se arrependia de ter concedido o título a Šešelj devido ao seu envolvimento com Slobodan Milošević.  Juntamente com Vuk Drašković e Mirko Jović, Šešelj fundou o partido anticomunista Chetnik  Renovação Nacional Sérvia (SNO) no final de 1989.  Como um intelectual proeminente numa sociedade que idolatrava os intelectuais, Šešelj foi considerado um líder potencial desde o final da década de 1980.  Šešelj foi a pessoa mais jovem a receber um doutoramento na Jugoslávia e a sua carreira como autor de sucesso tornou-o amplamente conhecido.  No final da década de 1980, Šešelj apelou à deportação de 360.000 albaneses do Kosovo. 
Em Março de 1990, juntamente com Drašković, formou o partido monárquico Movimento de Renovação Sérvio (SPO).  que ele logo partiu novamente para formar o mais radical Movimento Chetnik Sérvio (SČP). Por causa do seu nome, o partido teve o registo negado, mas foi fundido em Março de 1991 com o Partido Radical Nacional (NRS), criando o Partido Radical Sérvio (SRS) sob a sua presidência.  Ele descreveu a si mesmo e aos seus apoiadores como "não fascistas, apenas chauvinistas que odeiam os croatas".  Em 1991, Šešelj fundou sua milícia Chetnik com o objetivo de ganhar glória militar que o ajudaria em sua carreira política.  No final de 1991, durante a Batalha de Vukovar, Šešelj foi a Borovo Selo para se encontrar com um bispo da Igreja Ortodoxa Sérvia e descreveu publicamente os croatas como um povo genocida e pervertido. 
O grupo paramilitar Águias Brancas, ativo na época nas Guerras Iugoslavas, teria sido associado a ele, sendo referido como Šešeljevci ("homens de Šešelj").   Esta associação foi negada várias vezes por Šešelj.  A milícia de Šešelj era altamente indisciplinada e propensa ao abuso de substâncias, principalmente álcool.  Os oficiais profissionais do Exército Sérvio que lutavam na Croácia e na Bósnia-Herzegovina não gostavam de trabalhar com os Šešeljevci, que nem sempre seguiam as ordens.  Em Maio e Julho de 1992, Šešelj visitou a aldeia de Hrtkovci, na Voivodina, e iniciou uma campanha de perseguição aos croatas étnicos locais.   Nas eleições de dezembro de 1992, o SRS obteve 27% dos votos, contra 40% do Partido Socialista do presidente Slobodan Milošević. A relação de Šešelj com Milošević foi amigável durante os primeiros anos das Guerras Iugoslavas.  O cientista político alemão Klaus Schlichte descreveu Šešelj como o líder dos grupos paramilitares sérvios que lutavam na Bósnia-Herzegovina "com a ambição política mais declarada. Seu principal motivo para estabelecer uma tropa paramilitar foi certamente menos enriquecimento pessoal do que cultivar o carisma de um guerreiro e outros atributos pessoais que compõem sua persona política".  Schlicte descreveu a relação de Šešelj com o estado sérvio como "instrumental", ou seja, ele estava disposto a trabalhar com Milošević para obter armas e permissão para enviar seus seguidores para as linhas de frente na Bósnia-Herzegovina. 
Šešelj e o seu partido eram, na verdade, aliados próximos de Milošević que os ajudaram a orquestrar os despedimentos em massa de jornalistas em 1992, e Šešelj proclamou publicamente o seu apoio a Milošević em Agosto de 1993.  Šešelj defendeu publicamente a criação de uma Grande Sérvia através da limpeza étnica de todos os croatas e bósnios. 
Em setembro de 1993, no entanto, Šešelj e Milošević entraram em conflito por causa da retirada de apoio de Milošević à Republika Srpska na Guerra da Bósnia, e Milošević descreveu Šešelj como "a personificação da violência e do primitivismo".  Em 1993, o regime de Milošević cortou todo o apoio aos Chetniks de Šešelj por medo de que Šešelj se tornasse demasiado popular e pudesse representar uma ameaça para o regime.  Além disso, a aliança com Milošević foi, em última análise, ténue.  O nome Chetniks para sua milícia pretendia sugerir que era uma continuação dos Chetniks da Segunda Guerra Mundial, enquanto Milošević serviu como líder do Partido Socialista Sérvio (a renomeada Liga dos Comunistas Sérvios que poderiam traçar suas origens aos Partisans).  Šešelj foi preso em 1994 e 1995 por sua oposição a Milošević.  O Partido Radical Sérvio posteriormente se tornou o principal partido de oposição e criticou Slobodan Milošević por corrupção, ligações com o crime organizado, nepotismo e más condições econômicas.
Em 1995, Šešelj escreveu na publicação Velika Srbija (Grande Sérvia) um memorando que delineava a serbianização do Kosovo.  Šešelj apelou à violência e à expulsão dos albaneses e da sua liderança, com o objectivo de os desacreditar junto da opinião pública ocidental. 
Em julho de 1997, Šešelj fez uma aparição especial no programa de duelos Tête-à-tête da BKTV, com o advogado Nikola Barović como outro duelista. O duelo rapidamente degenerou em uma troca de antagonismo verbal e ataques ad hominem que culminaram com Barović jogando água de um copo no rosto de Šešelj. Algum tempo depois, Barović foi agredido fisicamente pela equipe de segurança de Šešelj. Šešelj gracejou que Barović escorregou numa casca de banana e caiu de um lance de escadas.   

Em 1998, com o aumento da violência na província sérvia do Kosovo, Šešelj juntou-se ao governo de unidade nacional de Milošević, aliando-se brevemente ao governo pró-Milošević.  Šešelj foi nomeado vice-primeiro-ministro. Em setembro do mesmo ano, ele se opôs à atuação da mídia estrangeira e de organizações de direitos humanos na Iugoslávia, dizendo:
Se não pudermos capturar todos os seus aviões (da OTAN), podemos capturar aqueles ao nosso alcance, como vários comitês de Helsinque e grupos Quisling. Para aqueles que provamos terem participado a serviço da propaganda estrangeira, como a Voz da América, a Deutsche Welle, a Rádio Europa Livre, a Rádio França Internacional e o serviço de rádio da BBC, etc. Se os encontrarmos no momento da agressão, eles não devem esperar nada de bom.
A Human Rights Watch condenou a declaração. 
Durante a Guerra do Kosovo de 1999 e o bombardeamento da OTAN na Iugoslávia, Šešelj e o seu partido político estavam dispostos a apoiar Milošević, mas após três meses de bombardeamento foram o único partido a votar contra a retirada das forças de segurança da Iugoslávia do Kosovo.  Šešelj defendeu a remoção forçada de todos os albaneses do Kosovo.

## TPIJ/MITC

### Acusação
Em uma entrevista para a NIN realizada em 4 de fevereiro de 2003, Šešelj declarou que tinha informações privilegiadas de que seria indiciado por Haia nas semanas seguintes e já havia reservado um voo para Haia para 24 de fevereiro. A acusação inicial foi apresentada em 14 de fevereiro de 2003.  
Os crimes da acusação incluem, entre outros, o facto de Šešelj, tanto individualmente como como parte de uma "empresa criminosa conjunta", ter praticado "a remoção forçada permanente, através da prática de crimes em violação dos artigos 3.º e 5.º do Estatuto do Tribunal, da maioria das populações croatas, muçulmanas e outras populações não sérvias de aproximadamente um terço do território da República da Croácia ("Croácia"), e de grandes partes da Bósnia e Herzegovina, e de partes da Voivodina, na República da Sérvia ("Sérvia"), a fim de tornar estas áreas parte de um novo Estado dominado pelos sérvios". 

### Custódia e julgamento

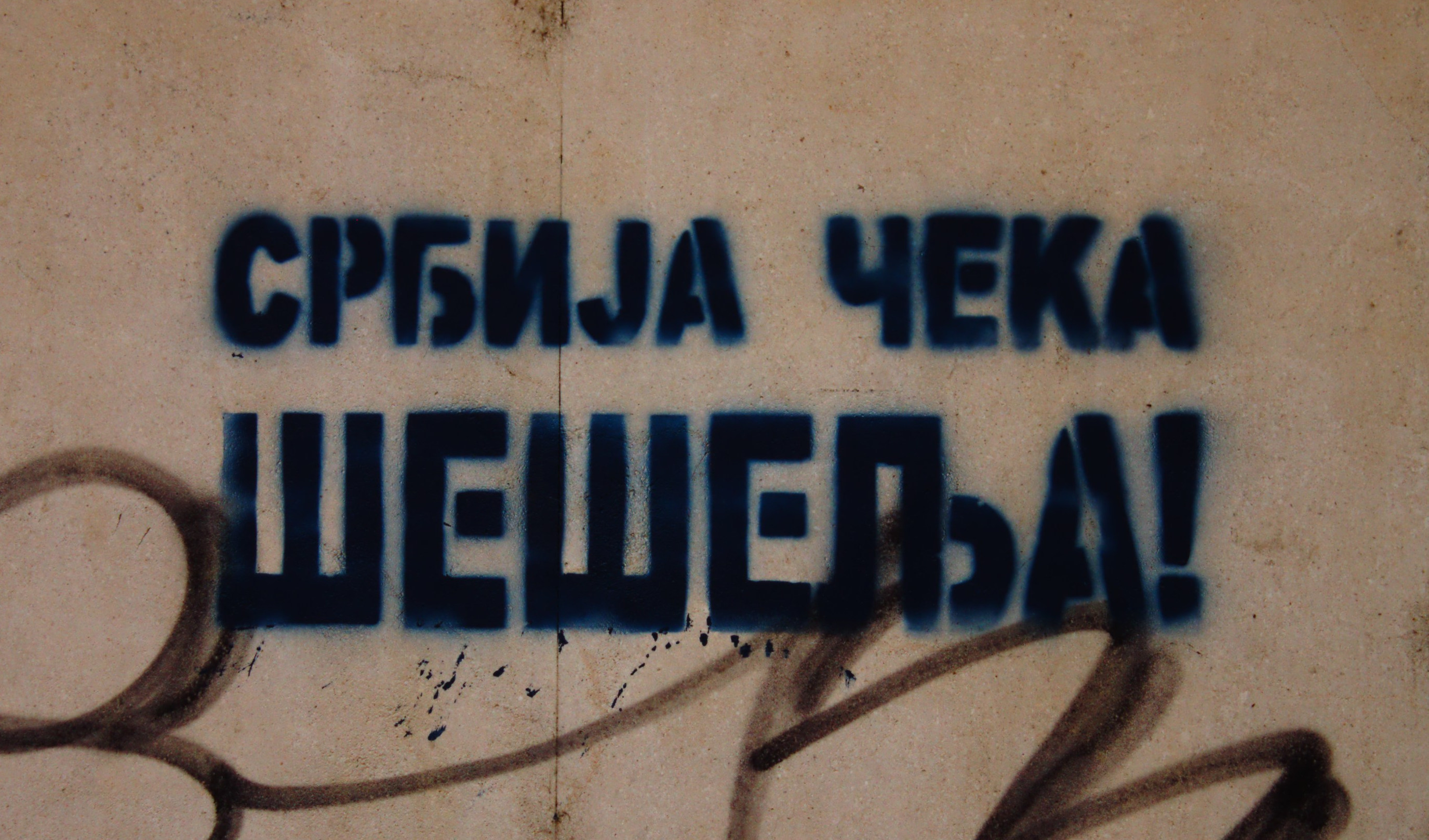
Србија чека Шешеља! (Sérvia aguarda Šešelj!) grafite apoiando Šešelj

Em 23 de fevereiro de 2003, após uma "reunião de despedida" realizada na Praça da República, Šešelj se rendeu ao Tribunal Penal Internacional para a ex-Iugoslávia (TPIJ) sob acusação de "oito acusações de crimes contra a humanidade e seis acusações de violações das leis ou costumes de guerra por sua suposta participação em uma empresa criminosa conjunta". Ele foi transferido para o TPIJ no dia seguinte.   
Em 2005, Šešelj foi manchete quando lhe pediram para ler uma carta que ele havia enviado anteriormente ao TPIJ, declarando seu desprezo pelo tribunal. A carta foi lida diante das câmeras por Šešelj e continha insultos e palavrões dirigidos aos principais funcionários e juízes do TPIJ. Na sua carta, Šešelj disse que o juiz presidente tem apenas "o direito" (zombando dos juízes de Haia) de praticar sexo oral nele, e referiu-se a Carla Del Ponte como "a prostituta". 
Durante o seu tempo na prisão, ele escreveu Kriminalac i ratni zločinac Havijer Solana (Criminoso e criminoso de guerra Javier Solana), uma crítica ao Secretário-Geral da OTAN (e atual Alto Representante para a Política Externa e de Segurança Comum e Secretário-Geral do Conselho da União Europeia e da União da Europa Ocidental) que liderou a guerra de 1999 no Kosovo. 
Em 2 de dezembro de 2006, cerca de 40.000 pessoas marcharam na capital sérvia, Belgrado, em apoio a Šešelj durante sua greve de fome de 28 dias em Haia, depois que o TPIJ negou a ele o direito de escolher seu próprio advogado de defesa. Falando no comício, o secretário do Partido Radical, Aleksandar Vučić, disse: "Ele não está lutando apenas por sua vida. Mas ele está lutando por todos nós que estamos reunidos aqui. Vojislav Šešelj está lutando pela Sérvia!" 
Šešelj terminou a greve de fome em 8 de dezembro, após ter sido autorizado a apresentar a sua própria defesa.  Enquanto estava preso em Haia, Šešelj liderou a lista de candidatos do seu partido para as eleições gerais de janeiro de 2007. 
Segundo a acusação do TPIJ, Šešelj foi acusado de 15 crimes contra a humanidade e violações das leis ou costumes de guerra. A primeira dessas acusações é por perseguição de croatas, muçulmanos e outros não-sérvios em Vukovar, Šamac, Zvornik e Voivodina. As outras acusações incluem assassinato, deportação forçada, prisão ilegal, tortura e destruição de propriedade durante as guerras da Iugoslávia. 
A assessora de Šešelj, Ljubiša Petković, foi considerada culpada pela Câmara de Julgamento III do TPIJ por desacato por se recusar a comparecer como testemunha da Câmara no julgamento de Šešelj. Petković foi libertado em 26 de setembro da Unidade de Detenção do TPIJ. Ele foi condenado a quatro meses de prisão, sendo-lhe creditado os três meses e 14 dias já passados na Unidade de Detenção.  
O seu julgamento começou oficialmente em 7 de novembro de 2007. 
Em 11 de fevereiro de 2009, após 71 testemunhas terem sido ouvidas e com a conclusão do caso da promotoria prevista para ocorrer em sete horas, os juízes presidentes suspenderam o julgamento de Šešelj por tempo indeterminado, a pedido dos promotores, que alegaram que as testemunhas estavam sendo intimidadas. Šešelj alegou que o verdadeiro motivo dos promotores era que eles estavam perdendo o caso. Ele alegou que o tribunal apresentou inúmeras testemunhas falsas para evitar a absolvição e disse que deveria pagar-lhe uma indenização por "todo o sofrimento e os seis anos que passou detido".
Um dos três juízes votou contra a suspensão do julgamento, afirmando que era "injusto interromper o julgamento de alguém que passou quase seis anos detido". Foi aberto um processo de desacato ao tribunal contra Šešelj por ter revelado, num livro que escreveu, as identidades de três testemunhas cujos nomes foram ordenados a serem suprimidos pelo tribunal, e pelas quais foi condenado a 15 meses de prisão pelo TPIJ. 
Em 24 de julho de 2009, foi condenado a 15 meses de detenção por desrespeito ao tribunal após publicar nomes de testemunhas do julgamento no seu sítio web pessoal. 
Em 25 de novembro de 2009, foi anunciado que o julgamento de Šešelj seria retomado em 12 de janeiro de 2010. O julgamento foi retomado conforme previsto e continuou até 17 de Março de 2010. 
Em 10 de março de 2010, o boletim de imprensa semanal do TPIJ anunciou que Šešelj deveria comparecer ao tribunal em 20 de abril de 2010 por desacato ao tribunal por supostamente divulgar informações restritas do tribunal sobre 11 testemunhas protegidas. Esta é a segunda vez que ele é acusado de desacato. Em julho de 2009, ele foi considerado culpado de desacato por acusações semelhantes envolvendo duas testemunhas protegidas e foi sentenciado a quinze meses de prisão.
Em 17 de março de 2010, a coletiva de imprensa semanal do TPIJ anunciou que "O julgamento de Vojislav Šešelj foi adiado até novo aviso, aguardando verificações sobre o estado de saúde das quatro testemunhas restantes da Câmara". No briefing semanal do TPIJ de 24 de março, foi declarado: "O julgamento de Vojislav Šešelj deve continuar na terça-feira às 14h15 na Sala de Audiências I com o depoimento de uma das quatro testemunhas restantes da Câmara de Julgamento". Em 14 de Abril de 2010, o briefing de imprensa semanal do TPIJ anunciou que, com apenas uma testemunha ainda por ouvir, em 30 de Março de 2010 o julgamento de Šešelj foi adiado até novo aviso, mas era provável que fosse retomado em Maio de 2010, depois de ter terminado o segundo processo de desacato contra Šešelj, iniciado contra ele pelo Tribunal. 
Os promotores exigiram uma sentença de 28 anos contra Šešelj por supostamente recrutar grupos paramilitares e incitá-los a cometer atrocidades durante as guerras dos Bálcãs no início da década de 1990. Em seus comentários finais no julgamento por crimes de guerra em 14 de março de 2012, Šešelj disse que o tribunal iugoslavo autorizado pelo Conselho de Segurança da ONU é, na verdade, uma criação de agências de inteligência ocidentais e não tem jurisdição em seu caso. Ele teria prometido "ridicularizar seu julgamento". 
Em setembro de 2011, o TPIJ rejeitou o pedido de Šešelj para que o seu longo julgamento fosse interrompido.  Em sua apresentação ao tribunal, Šešelj argumentou que seu direito de ser julgado em um prazo razoável foi violado e chamou a situação de "incompreensível, escandalosa e inadequada". No entanto, o tribunal decidiu que “não existe um limite pré-determinado relativamente ao período de tempo para além do qual um julgamento pode ser considerado injusto devido a atraso indevido” e declarou que Šešelj “não forneceu provas concretas de abuso de processo”. 

### Liberação provisória
Em 6 de novembro de 2014, o TPIJ concedeu a Šešelj a liberdade provisória.   A decisão foi tomada com base no diagnóstico de câncer metastático e deterioração da saúde de Šešelj. 
O TPIJ não revelou ao público as condições em que Šešelj foi libertado, mas anunciou que não lhe foram impostas condições especiais, excepto que não abandone a Sérvia, não tenha contacto com vítimas e testemunhas e que regresse à custódia do TPIJ quando for convocado. 
Šešelj regressou a Belgrado com milhares de simpatizantes à sua espera, depois de passar mais de 11 anos no que se provou ser um julgamento inconclusivo em Haia. 

### Primeiro veredicto
Em 31 de março de 2016, uma semana após a condenação do líder sérvio da Bósnia, Radovan Karadžić,  o TPIJ considerou Šešelj inocente de todas as acusações, com uma decisão maioritária em oito acusações e uma decisão unânime em uma. 
A sua absolvição foi descrita pela The Economist como "uma vitória para os defensores da limpeza étnica", que teria "amplas ramificações para a justiça internacional".  Aleksandar Vučić, que serviu como primeiro-ministro na época, comentou que o caso contra Šešelj era inerentemente falho e politizado desde o início. 

### Reversão da absolvição
A absolvição anterior foi posteriormente apelada por promotores do MICT, uma agência do Conselho de Segurança das Nações Unidas que funciona como programa de supervisão e entidade sucessora do TPIJ. Em 11 de abril de 2018, a Câmara de Recursos condenou-o pelas acusações 1, 10 e 11 por instigação à deportação, perseguição (deslocamento forçado) e outros atos desumanos (transferência forçada) como crimes contra a humanidade devido ao seu discurso em Hrtkovci em 6 de maio de 1992, no qual apelou à expulsão dos croatas da Voivodina.    Ele foi condenado a 10 anos de prisão, mas, devido ao tempo que cumpriu sob custódia do TPIJ enquanto aguardava julgamento, a sentença foi declarada cumprida.
Em agosto de 2018, Šešelj apresentaria um pedido à Câmara de Apelações do MICT para ser ouvido em apelação sobre a decisão de 11 de abril de 2018. Este pedido foi negado devido à ausência de provas no seu pedido de que a decisão de recurso anterior continha erros ou que os seus direitos processuais tinham sido violados. 

## Vida pessoal
A esposa de Šešelj, Jadranka Šešelj (cirílico sérvio : Јадранка Шешељ) nasceu em Podujevo em 13 de abril de 1960.   Ela participou das eleições presidenciais da Sérvia em 2012, mas não passou do primeiro turno, obtendo 3,78% dos votos. Ela é membro do SRS.  

### Saúde
Šešelj foi diagnosticado com câncer metastático e passou por uma cirurgia para remover um tumor do cólon em 19 de dezembro de 2013, e posteriormente passou por quimioterapia. 

## Livros
Šešelj é autor de um total de 183 livros,  principalmente na forma de documentos (judiciais) e transcrições de entrevistas e aparições públicas. Alguns dos títulos dos livros são formulados como insultos aos seus oponentes, aos juízes e procuradores do TPIJ e a figuras políticas nacionais e estrangeiras. 

## Honras
29 de janeiro de 2015: Honra do Anjo Branco, recebida no Mosteiro de Mileševa pelas mãos do bispo ortodoxo sérvio Filaret.  